# Prysmian
Prysmian S.p.A. è un'azienda italiana con sede a Milano, specializzata nella produzione di cavi per applicazioni nel settore dell'energia e delle telecomunicazioni e di fibre ottiche. Prysmian è presente in Nord America con 23 stabilimenti, 48 in Europa, 13 in LATAM, 7 MEAT, 13 APAC.
Nel 2010 si è  qualificata come leader mondiale nella produzione di cavi. La società è quotata nell'indice FTSE MIB della Borsa Italiana.
Il 4 dicembre 2017 ha rilevato il 100% del gruppo statunitense General Cable, per poi completare la fusione per incorporazione l'anno successivo, dopo l'approvazione dell'antitrust dei rispettivi Paesi.

## Storia

### Gli inizi
La società nasce originariamente nel 1879 come Pirelli Cavi e Sistemi. Nel 1881 ottiene l'appalto per la creazione di cavi telegrafici sottomarini per conto del Genio militare.
Nel 1886 apre uno stabilimento per la produzione di cavi sottomarini a La Spezia. Successivamente contribuisce anche alla posa dell'intera rete telegrafica italiana per conto di Telegrafi dello Stato, amministrazione pubblica, e all'installazione della rete elettrica ad uso domestico a Milano. Svolge anche lavori di posa cavi telegrafici nelle colonie dell'Africa Orientale Italiana.
Nel 1925 realizza per Italcable i 5.150 km del cavo telegrafico sottomarino per la comunicazione tra l'Italia e il Sud America. La collaborazione con lo Stato proseguirà con la posa di cavi per la Rete Telefonica Interurbana.

### Prysmian
Nel 2001 nasce Pirelli Cavi E Sistemi Energia Italia Spa che verrà acquisita dal gruppo Goldman Sachs che nel 2005 la trasforma in Prysmian S.r.l., dopo aver ristrutturato l'organizzazione delle attività all'interno del gruppo, decidendo di disinvestire dal mercato dei cavi. La cifra pattuita è di 1,5 miliardi di euro, Goldman Sachs versa alla Pirelli 225 milioni, il resto (più di un miliardo) è debito da scaricare sulle spalle della nuova azienda. La società, guidata dal 2005 da Valerio Battista, è da allora una public company.
Dal 3 maggio 2007 è quotata alla Borsa di Milano e dal 24 settembre 2007 è entrata a far parte dell'indice S&P MIB delle principali aziende italiane.
A fine 2009 Goldman Sachs decide di dismettere la sua partecipazione, completata nel marzo 2010.
Nel mese di febbraio del 2011 Prysmian conclude positivamente l'Opa da 840 milioni di euro sull'olandese Draka, sede a Eindhoven e all'epoca numero quattro al mondo nel settore cavi e fibra ottica..
Nel dicembre 2017 acquisisce l'americana (e rivale) General Cable con sede nel Kentucky. Un'operazione da quasi tre miliardi di dollari, tra equity (1,5 miliardi) e debito finanziario. Mettendo assieme la prima società al mondo nel settore cavi per fatturato (la Prysmian) e la quarta (General Cable) nasce un gruppo da oltre 10 miliardi di euro di fatturato, 840 milioni di euro di Ebitda (margine operativo lordo) e 30.000 dipendenti..

## Acquisizione di General Cable
Il gruppo General Cable ha una capitalizzazione da 3 miliardi di dollari, e agli azionisti è riservato un premio di prezzo pari all'81% del valore delle quote.
L'acquisizione, approvata all'unanimità dai due cda, genererà una società presente in 50 Paesi con 31.000 dipendenti, e in grado di produrre un fatturato da 11 miliardi di dollari l'anno, in base a stime estratte dal bilancio 2017. Sono previsti costi di integrazione di 220 milioni di dollari. Il prezzo per azione pagato a General Cable è di 30 dollari/azione, a fronte di un dividendo di Prysmian dimezzatosi nel 2011 dopo l'acquisizione di Draka, e stabile a 43 centesimi per azione. Il gruppo General Cable ha un miliardo di dollari di indebitamento.
Già prima società azionaria nel comparto cavi a livello mondiale, con tale fatturato "pro-forma" diventerebbe due volte più grande del secondo principale concorrente. Prysmian ha dichiarato che provvederà ad un aumento di capitale da più di 500 milioni, in vista di ulteriori acquisizioni
.
L'operazione è subordinata all'approvazione delle autorità antitrust dei due Paesi.

Il suo completamento andrebbe a creare una concentrazione di mercato in un settore strategico per la sicurezza pubblica e per lo sviluppo economico, e già costituito da non più di dieci competitori fra Italia, USA e Cina. Altri oligopoli sono presenti nei settori della telefonia fissa e mobile di vari Paesi, in parte dovuta alla stessa esistenza di monopoli naturali.

## Attività
La società è leader mondiale nel settore dei sistemi in cavo. Nello specifico, Prysmian si occupa della produzione e della posa di cavi terrestri e sottomarini per la trasmissione e la distribuzione di elettricità, nonché di cavi speciali destinati all’impiego in diversi comparti industriali e di cavi a media e bassa tensione per costruzioni e infrastrutture. Per le telecomunicazioni, il Gruppo produce cavi in rame, cavi ottici e in fibra ottica per la trasmissione di dati, video e voce.
Prysmian si occupa, su richiesta del cliente, anche della progettazione e realizzazione di sistemi chiavi in mano, nonché della manutenzione post-installazione.
Ogni anno, Prysmian investe oltre 100 milioni di euro in ricerca e sviluppo. Questo ha permesso al Gruppo di sviluppare innovazioni quali BendBrightXS 180µm, la più sottile fibra ottica insensibile alla piegatura, e FlexRibbon, che con 6.912 fibre risulta essere il cavo ottico con il più alto numero di fibre del settore.
La società ha sviluppato anche la tecnologia P-Laser per i sistemi in cavo, che unisce maggiore capacità di trasmissione e sostenibilità ambientale, sfruttando materiali 100% riciclabili e tagliando le emissioni di carbonio del 40%.
Entro il 2020, Prysmian ha previsto inoltre un investimento di circa 450 milioni di euro volto ad azzerare nel tempo le emissioni di CO2 del Gruppo e a migliorare la sostenibilità della propria supply chain. Un impegno ambizioso, in linea con gli obiettivi dell’accordo di Parigi, che verrà portato a termine grazie al supporto dell’organizzazione no profit Carbon Trust.
Prysmian ha confermato inoltre per il 2021 il varo della nuova nave posacavi Leonardo da Vinci, che con i suoi 171 metri di lunghezza sarà la più grande al mondo.
In Italia, Prysmian è presente a Merlino, Giovinazzo, Pignataro Maggiore, Quattordio, Livorno e Pozzuoli
Dopo l'acquisizione di General Cable è presente in più di 50 paesi con 104 stabilimenti e oltre 28.000 dipendenti.

## Azionariato
- BlackRock, Inc. - 5,8%
- FMR LLC - 5,1%
- Vanguard Group Holdings - 3,6%
- T.Rowe Price Group, Inc. - 2,7%
- AllianceBernstein Ltd. - 2,5%
- Amundi - 2,3%
- UBS Group AG - 2,0%
- State Street Corporation - 1,9%
- Baillie Gifford & Co. - 1,9%
- Altri - 72,2%

Dati Nasdaq al dicembre 2023.

## Flotta
A metà del 2025, la flotta di Prysmian è formata da sei navi posacavi:
- Monna Lisa
- Giulio Verne
- Cable Enterprise
- Ulisse
- Leonardo Da Vinci
- Barbarossa II

Sono in corso i lavori di costruzione di due nuove navi — Alessandro Volta e Marco Polo — previste per entrare in servizio tra il 2025 e il 2027.